# Bathropsis peruviana
Bathropsis peruviana là một loài ruồi trong họ Asilidae. Bathropsis peruviana được Hermann miêu tả năm 1912. Loài này phân bố ở vùng Tân nhiệt đới.